# Ксенококкус
Ксенококкус (лат. Xenococcus) — род цианобактерий, относящийся к семейству Ксенококковые (Xenococcaceae) порядка Хроококковые (Chroococcales). Согласно классификации сайта AlgaeBase относится к семейству Pleurocapsaceae. В аквариумистике зелёный налёт на стеклах и растениях часто ошибочно относят к этому роду, хотя обычно причиной налёта являются представители рода нитчатых водорослей Колеохете (Coleochaete).

## Описание
Цианобактериальные одноклеточные организмы или небольшие колонии, прикреплённые к поверхностям. Клетки синевато-зелёные, сероватые или красноватые, более или менее овальные или яйцевидные, нерегулярной формы, полигональные с округлыми углами или в верхнем слое слегка грушевидные. Органеллы в клетках отсутствуют. Клетки покрытые тонкой слизистой оболочкой.
Формирует на субстрате микроскопические колонии, 1—3(4)-ярусные, от плоских до псевдопаренхиматозных, в очертаниях от круглых до удлиненных. Деление клеток нерегулярное, преимущественно перпендикулярно к субстрату, но позже и параллельно к нему. Из клеток верхней части колонии иногда формируются наноциты, используемые для размножения.

## Места обитания
Прикрепляется к нитчатым водорослям. Прикрепляется к разным субстратам (камни, водоросли, водные растения) в разных водных биотопах; несколько видов известны из альпийских ручьев, еще один — из морской литорали. Многие виды, вероятно, имеют особые области распространения. Малоизвестный род.

## Виды
По данным AlgaeBase на февраль 2025 года включает 30 видов:
- Xenococcus alpinus Emoto & Yoneda
- Xenococcus angulatus Setchell & N.L. Gardner
- Xenococcus bicudoi G. Montejano, M. Gold & J. Komárek
- Xenococcus candelariae R. Tavera & Komárek
- Xenococcus chaetomorphae Setchell & N.L. Gardner
- Xenococcus cladophorae (Tilden) Setchell & N.L. Gardner
- Xenococcus concharum Hansgirg
- Xenococcus crouaniorum Feldmann
- Xenococcus deformans Setchell & N.L. Gardner
- Xenococcus elenkinii Pohribniak[7]
- Xenococcus endophyticus Setchell & N.L. Gardner
- Xenococcus gaditanus P. González
- Xenococcus gilkeyae Setchell & N.L. Gardner
- Xenococcus gracilis Lemmerm.
- Xenococcus irregularis Gruia
- Xenococcus lamellosus M. Gold-Morgan, G. Montejano & Komárek
- Xenococcus laminariae Feldmann
- Xenococcus laysanensis Lemmerm.
- Xenococcus luteoviolaceus Komárek & M.Watanabe
- Xenococcus lyngbyae C.-C.Jao
- Xenococcus minimus Geitler
- Xenococcus pallidus (Hansgirg) Komárek & Anagnostidis
- Xenococcus pulcher Hollenberg
- Xenococcus pyriformis Setchell & N.L.Gardner
- Xenococcus schousboei Thuret
- Xenococcus spongiosus Konstantinou & Gkelis
- Xenococcus violaceus Anand
- Xenococcus willei N.L. Gardner
- Xenococcus yellowstonensis J.J. Copeland
- Xenococcus yonedae I. Umezaki & M. Watanabe